# WBFI
Koordinaten: 37° 36′ 6″ N, 86° 22′ 13″ W
WBFI oder WBFI-FM ist ein US-amerikanischer Hörfunksender aus McDaniels im US-Bundesstaat Kentucky. WBFI sendet im Gospel-Format auf der UKW-Frequenz 91,5 MHz. Eigentümer und Betreiber ist die Bethel Fellowship, Inc.